# Bucculatrix centaureae
Bucculatrix centaureae är en fjärilsart som beskrevs av Gerfried Deschka 1973. Bucculatrix centaureae ingår i släktet Bucculatrix och familjen kronmalar. Inga underarter finns listade i Catalogue of Life.